# Antoni Szaster
Antoni Szaster (ur. 15 czerwca 1759 w Krakowie, zm. 10 września 1837 tamże) – polski farmaceuta, lekarz, wykładowca i rektor Uniwersytetu Jagiellońskiego.

## Życiorys
Urodził się dnia 15 czerwca 1759 w Krakowie w rodzinie Mikołaja doktora medycyny i jego żony Barbary z domu Krauz. Ukończył studia na wydziale filozoficznym Uniwersytetu Jagiellońskiego i otrzymał w 1776 tytuł magistra. Celem pogłębienia wiedzy wyjechał na dalsze nauki do Wiednia i Paryża. Na uniwersytecie bolońskim w 1789 uzyskał dyplom doktora medycyny.
Po powrocie do Krakowa prowadził aptekę "Pod Złotą Głową" i jednocześnie zarządzał apteką "Pod Słońcem". 
W 1793 objął Katedrę Farmacji i Materii Medycznej w Szkole Głównej Krakowskiej, gdzie jego poprzednikiem był Jan Szaster – brat stryjeczny.
W 1807 został Dyrektorem Wydziału Lekarskiego i w 1808 rektorem Uniwersytetu Jagiellońskiego. 
Był członkiem czynnym od 1816 Towarzystwa Naukowego Krakowskiego. Żonaty z Anną Martyną Marią z domu Schaster i miał jedną córkę Emilię Teklę Franciszkę. Zmarł dnia 10 września 1837 w Krakowie.

## Publikacje
- W korze drzewa angustury doświadczenia Dr. Simmons wciągnione w dziennik medyczny londyński tłumaczenie, Warszawa 1791,
- Rozprawa o terapii natury czyli o siłach natury leczącej Kraków 1818.